# Cercle circassien
Le cercle circassien (en anglais Circassian Circle) est une danse traditionnelle originaire d'Écosse (comté de Lanarkshire) et du nord de l'Angleterre, apparue à la fin du XIXe siècle. Originellement dansé sur une mélodie de reel, on le danse aujourd'hui dans les bals folk sur un air de jig, mais aussi très fréquemment dans les festoù-noz de Bretagne. On ignore l'origine du nom et pourquoi il fait référence à la Circassie. En effet, bien qu'il existe des danses en cercle circassiennes comme le Wudj Khouraï (Adyguéen : Удж хъурай ou danse en cercle), la filiation avec celles-ci est incertaine.
Le cercle circassien est un mixer faisant partie de la famille des « Big circle » : au début de la danse, on se dispose sur un cercle, face au centre, en alternant une personne guide et une personne guidée. Sauf indication contraire, chaque personne guide a son ou sa partenaire à sa droite. Le cercle circassien se danse en running step, course ou marche enlevée.
En Bretagne, le cercle circassien se danse souvent comme une chapelloise, sauf que :
- le couple reste ensemble durant toute la danse (chapelloise en ligne) ;
- le pas est le pas de polka.

## Historique
Le cercle circassien a été recueilli au début du XXe siècle par Maud Karpeles au Northumberland. Initialement, la première partie du cercle circassien était un cercle sicilien, et ce n'était que dans la seconde partie que la danse prenait la forme d'un big circle. Aujourd'hui, on ne danse plus que la seconde partie dans les bals traditionnels. Il se dansait initialement sur un air de reel mais il est maintenant dansé sur un air de jig.
En France, le cercle circassien se répand surtout durant l'entre-deux-guerres par l'intermédiaire d'Alick-Maud Pledge. Il entre au répertoire des CEMEA après la libération.
Dans les années 1970, Yvon Guilcher l'introduit dans le milieu folklorique. Le cercle circassien devient alors une danse très populaire, appréciée de manière générale dans les bals folk pour sa simplicité et sa convivialité.

## Description

Les pas du cercle circassien.

La danse s'exécute sur une musique comportant 32 mesures 2/4 ou, mieux, 6/8. Les danseurs commencent par former un cercle en se donnant la main, en alternant une personne guide et une personne guidée.
- mesures 1-8 (16 temps) : tout le monde avance vers le centre du cercle en 4 pas et recule à sa place d'origine en 4 pas (le tout deux fois)
- mesures 9-16 (16 temps) : les personnes guidées avancent seules vers le centre, s'inclinent puis reculent (pendant que les personnes guides frappent des mains en mesure), puis les personnes guides avancent seules et se retournent en revenant pour faire face à la personne qui était à leur gauche (les personnes guidées pendant ce temps peuvent ou non frapper des mains)[2].
- mesures 17-24 (16 temps) : les couples formés tournent sur place en « pas de patinette » (ou « swing »). Ce pas s'exécute en position de danse de salon. Pour l'accomplir, la personne guide colle son pied droit au pied droit de la personne guidée de manière à former un pivot central. Les deux partenaires utilisent alors leur pied libre pour pousser sur le côté, comme sur une patinette, afin que le couple tourne sur lui-même.
- mesures 25-32 (16 temps) : promenade en couples sur le cercle, dans le sens anti-horaire, partenaires côte-à-côte, la personne guidée à droite de la personne guide (soit à l'extérieur du cercle).

Sur la dernière mesure, les couples reforment un cercle pour recommencer la danse. Le système de danse fait que si une personne guide avait une personne donnée à sa gauche au début d'un cycle, elle passe à sa droite au début du cycle suivant. La personne guide a donc une nouvelle personne à sa gauche, et c'est avec elle qu'il dansera le cycle suivant. Cet aspect fait du cercle circassien une danse collective et ludique, à la manière de la chapelloise.
La danse sera entièrement accomplie lorsque chaque personne guide aura dansé avec chaque personne guidée.